# Saison 6 d'Outlander
Chronologie
Saison 5 Saison 7
Cet article présente les épisodes de la sixième saison de la série télévisée américaine Outlander.

## Distribution

### Acteurs principaux
- Caitriona Balfe (VFB : Claire Tefnin) : Claire Randall (née Beauchamp) / Fraser
- Sam Heughan (VFB : Nicolas Matthys) : James « Jamie » Fraser
- Sophie Skelton : Brianna "Bree" Randall / Fraser
- Richard Rankin : Roger Wakefield / MacKenzie
- John Bell : Ian Fraser Murray
- Lauren Lyle : Marsali McKimmie Fraser
- Braeden Clarke : Kaheroton[1]
- Tom Jackson : Tehwahsehwkwe [1]
- Gail Maurice : Tsotehweh[1]

### Acteurs récurrents et invités
- Ned Dennehy : Lionel Brown
- Mark Lewis Jones : Tom Christie
- Glen Gould : Chief Bird
- Simon Baker : Still Water

## Liste des épisodes

### Épisode 1:Souvenirs
- États-Unis /  Canada : 6 mars 2022 sur Starz / W Network

- États-Unis : 640 000 téléspectateurs (première diffusion)

### Épisode 2:Allégeance
- États-Unis /  Canada : 13 mars 2022 sur Starz / W Network

- États-Unis : 560 000 téléspectateurs (première diffusion)

### Épisode 3:Tempérance
- États-Unis /  Canada : 20 mars 2022 sur Starz / W Network

- États-Unis : 580 000 téléspectateurs (première diffusion)

### Épisode 4:L'Heure du loup
- États-Unis /  Canada : 27 avril 2022 sur Starz / W Network

- États-Unis : 480 000 téléspectateurs (première diffusion)

### Épisode 5:Liberté chérie
- États-Unis /  Canada : 3 avril 2022 sur Starz / W Network

- États-Unis : 490 000 téléspectateurs (première diffusion)

### Épisode 6:Si tu n'étais plus là
- États-Unis /  Canada : 10 avril 2022 sur Starz / W Network

- États-Unis : 530 000 téléspectateurs (première diffusion)

### Épisode 7:La Bave du crapaud…
- États-Unis /  Canada : 24 avril 2022 sur Starz / W Network

- États-Unis : 470 000 téléspectateurs (première diffusion)

### Épisode 8:Je ne suis pas seul
- États-Unis /  Canada : 1er mai 2022 sur Starz / W Network

- États-Unis : 440 000 téléspectateurs (première diffusion)